# بش رباط
بش رباط (به ازبکی: Beshrabot) یک منطقهٔ مسکونی در ازبکستان است که در ناحیه نوبهار واقع شده‌است. بش رباط ۵٬۱۴۲ نفر جمعیت دارد و ۳۲۹ متر بالاتر از سطح دریا واقع شده‌است.